# 松永康利
松永 康利（まつなが　やすとし、1965年2月15日 - ）は、日本中央競馬会 (JRA) ・美浦トレーニングセンターに所属している調教師。茨城県出身。祖父の松永光雄、父の松永勇は元騎手、元調教師。

## 来歴
1989年5月、競馬学校厩務員課程入学。同年9月から富田六郎厩舎で厩務員を務める。同年11月、父である松永勇の厩舎に移籍し、調教助手を務める。
2006年にJRA調教師免許試験に合格し、翌年の3月から美浦トレセンで厩舎を開業する。
2023年6月24日、東京3Rを勝利し、JRA通算100勝を達成。
2024年、フリーであった木幡育也が所属騎手となった。

## 調教師成績
|            | 日付           | 競馬場・開催  | 競走名            | 馬名               | 頭数 | 人気 | 着順 |
| ---------- | -------------- | ------------- | ----------------- | ------------------ | ---- | ---- | ---- |
| 初出走     | 2007年3月11日  | 2回中山6日1R  | 3歳未勝利         | トミヨシプリンセス | 16頭 | 4    | 4着  |
| 初勝利     | 2007年6月16日  | 2回福島1日1R  | 3歳未勝利         | トミヨシプリンセス | 15頭 | 7    | 1着  |
| 重賞初出走 | 2009年9月6日   | 3回新潟8日11R | 新潟2歳S          | モトヒメ           | 18頭 | 18   | 14着 |
| 重賞初勝利 |                |               |                   |                    |      |      |      |
| GI初出走   | 2009年12月13日 | 5回阪神4日11R | 阪神ジュベナイルF | モトヒメ           | 18頭 | 15   | 10着 |
| GI初勝利   |                |               |                   |                    |      |      |      |

## 主な厩舎所属者
- 木幡育也（2024.5.21‐。騎手）